# L'Anglaise et le Duc
L'Anglaise et le Duc ("Engelskan och hertigen") är en fransk historisk dramafilm från 2001 i regi av Éric Rohmer, med Lucy Russell och Jean-Claude Dreyfus i huvudrollerna. Den handlar om Grace Elliott, en brittisk kvinna i Frankrike under franska revolutionen; Elliott är nära vän och före detta älskarinna till hertigen Filip av Orléans, som är kungens kusin och revolutionspolitiker. Filmen bygger på den verkliga Elliotts memoarer, Ma vie sous la révolution. Alla utomhusscener har målade bakgrunder och filmades mot greenscreen.
Filmen sålde 242 138 biljetter i Frankrike. Den nominerades till Césarpriset för Bästa kostym och Bästa scenografi.

## Medverkande
| Grace Elliott och Filip av Orléans |  | Grace Elliott och Filip av Orléans |
| Grace Elliott och Filip av Orléans |  |                                    |

- Lucy Russell som Grace Elliott
- Jean-Claude Dreyfus som hertigen av Orléans
- François Mathouret som Dumouriez
- Léonard Cobiant som Champcenetz
- Caroline Morin som Nanon
- Alain Libolt som hertigen av Biron
- Héléna Dubiel som Madame Meyler
- Charlotte Véry som kocken Pulcherie
- Rosette som Franchette
- François-Marie Banier som Robespierre

## Mottagande
Serge Kaganski recenserade filmen i Les Inrockuptibles, och lovordade Rohmer för att han avstått från ett tidstypiskt autenticitetssträvande, och istället använt en stil som åkallar äldre tiders film. Kaganski skrev: "Där Spielberg åstadkommer en i grunden falsk realism (wow, man får intrycket att dinosaurierna är på riktigt! Men inte, för de finns inte längre), döljer Rohmer inte det konstgjorda i sina tekniker och uppnår en annan form av verklighet, som han kallar 'måleriskhet'." Recensionen avslutades: "L'Anglaise et le Duc är ett rörande och fascinerande kvinnoporträtt, tillika en formmässigt bländande och egendomlig sak. Detta är mycket mer än vad man vanligtvis väntar sig av film."